# Ialtris agyrtes
Ialtris agyrtes är en ormart som beskrevs av Schwartz och Rossman 1976. Ialtris agyrtes ingår i släktet Ialtris och familjen snokar. Inga underarter finns listade i Catalogue of Life.
Arten förekommer i sydvästra Dominikanska republiken på Hispaniola. Honor lägger ägg. Denna orm lever i låglandet och i kulliga områden upp till och 540 meter över havet. Exemplaren vistas i torra skogar och häller till på marken. De har antagligen mindre ormar som föda som gräver i marken.
Beståndet hotas av skogsröjningar. Utbredningsområdet är begränsat. IUCN listar arten som starkt hotad (EN).